# عمر غويرا
عمر غويرا (بالإسبانية: Omar Guerra) (11 مايو 1981 ببارانكيا في كولومبيا - ) هو لاعب كرة قدم كولومبي في مركز الوسط. لعب مع سوسيداد ديبورتيفو كيتو ونادي ميلوناريوس ونادي ديبورتيفو أوليمبيا وسانتياغو مورنينغ ‏ ونادي الجامعة الكاثوليكية (الإكوادور) ونادي أوكاس وديبورتيفو كوينكا ونادي ماكارا وC.D. Técnico Universitario ‏ وديبورتيفو بيريرا ونادي يونياوتيونوما.

## وصلات خارجية
- عمر غويرا على موقع قاعدة بيانات كرة القدم.إي يو (الإنجليزية)